# کایلی مس
کایلی مس (انگلیسی: Kylie Masse؛ زادهٔ ۱۸ ژانویهٔ ۱۹۹۶) یک شناگر اهل کانادا است.
او در مسابقات کشوری و بین‌المللی در مجموع برنده ۱ مدال طلا، ۱ مدال برنز شده‌است.